# Topshelf Open 2015
Topshelf Open 2015 byl společný tenisový turnaj mužského okruhu ATP World Tour a ženského okruhu WTA Tour, který se odehrával v Autotron parku na otevřených travnatých dvorcích. Konal se mezi 8. až 14. červnem 2015 v nizozemském Rosmalenu u 's-Hertogenbosche jako 26. ročník turnaje.
Mužská polovina se řadila do kategorie ATP World Tour 250 a její dotace činila 604 155 eur. Ženská část s rozpočtem 250 000 dolarů byla součástí WTA International Tournaments.
Nejvýše nasazeným hráčem v mužské dvouhře měl původně být Francouz Jo-Wilfried Tsonga, který se však pro zranění před zahájením turnaje odhlásil. Nejvýše nasazeným se tak stala světová patnáctka David Goffin z Belgie, který nestačil ve finálovém utkání na Francouze Nicolase Mahuta. V ženském singlu plnila roli turnajové jedničky jedenáctá hráčka žebříčku Eugenie Bouchardová z Kanady, která v 1. kole nestačila na kazašskou tenistku Jaroslavu Švedovovou.
Singlové tituly si připsali Nicolas Mahut, který byl v době konání turnaje až 97. hráč světového žebříčku, a třicátá pátá hráčka žebříčku Camila Giorgiová, pro kterou to byl vůbec první vítězný turnaj na okruhu WTA Tour. Mužskou čtyřhru vyhrála dvojice Ivo Karlović a Łukasz Kubot a v ženském deblu triumfoval pár Asia Muhammadová a Laura Siegemundová.

## Rozdělení bodů a finančních odměn

### Rozdělení bodů
| Soutěž       | vítězové | finalisté | semifinalisté | čtvrtfinalisté | 16 v kole | 32 v kole | Q  | Q3 | Q2 | Q1 |
| ------------ | -------- | --------- | ------------- | -------------- | --------- | --------- | -- | -- | -- | -- |
| dvouhra mužů | 250      | 150       | 90            | 45             | 20        | 0         | 12 | 6  | 0  | 0  |
| čtyřhra mužů | 250      | 150       | 90            | 45             | 0         |           |    |    |    |    |
| dvouhra žen  | 280      | 180       | 110           | 60             | 30        | 1         | 18 | 14 | 10 | 1  |
| čtyřhra žen  | 280      | 180       | 110           | 60             | 1         |           |    |    |    |    |

### Finanční odměny
| Soutěž                                | vítězové | finalisté | semifinalisté | čtvrtfinalisté | 16 v kole | 32 v kole | Q3     | Q2   |
| ------------------------------------- | -------- | --------- | ------------- | -------------- | --------- | --------- | ------ | ---- |
| dvouhra mužů                          | €97 700  | €51 450   | €27 870       | €15 880        | €9 360    | €5 540    | €900   | €430 |
| dvouhra žen                           | $43 000  | $21 400   | $11 300       | $5 900         | $3 310    | $1 925    | $1 005 | $730 |
| čtyřhra mužů                          | €29 680  | €15 600   | €8 450        | €4 830         | €2 830    |           |        |      |
| čtyřhra žen                           | $12 300  | $6 400    | $3 435        | $1 820         | $960      |           |        |      |
| částka ve čtyřhrách je uvedena na pár |          |           |               |                |           |           |        |      |

## Dvouhra mužů

### Nasazení
| Stát                           | Hráč                   | ATP | Nasazení |
| ------------------------------ | ---------------------- | --- | -------- |
| Francie                        | Jo-Wilfried Tsonga     | 15. | 1.       |
| Belgie                         | David Goffin           | 18. | 2.       |
| Španělsko                      | Roberto Bautista Agut  | 20. | 3.       |
| Španělsko                      | Guillermo García-López | 24. | 4.       |
| Chorvatsko                     | Ivo Karlović           | 25. | 5.       |
| Francie                        | Adrian Mannarino       | 32. | 6.       |
| Španělsko                      | Fernando Verdasco      | 34. | 7.       |
| Portugalsko                    | João Sousa             | 44. | 8.       |
| Kanada                         | Vasek Pospisil         | 53. | 9.       |
| Žebříček ATP k 25. květnu 2015 |                        |     |          |

### Jiné formy účasti
Následující hráči obdrželi divokou kartu do hlavní soutěže:
- Marius Copil
- Robin Haase
- Lleyton Hewitt

Následující hráči postoupili z kvalifikace:
- Marco Chiudinelli
- Tacuma Itó
- Nicolas Mahut
- Illja Marčenko

Následující hráč postoupil jako šťastný poražený:
- Kenny de Schepper

### Odhlášení
před zahájením turnaje
- Simone Bolelli → nahradil jej Jürgen Melzer
- Víctor Estrella → nahradil jej Ričardas Berankis
- Richard Gasquet → nahradil jej Marinko Matosevic
- Steve Johnson → nahradil jej Marsel İlhan
- Nick Kyrgios → nahradil jej Blaž Kavčič
- Jo-Wilfried Tsonga → nahradil jej Kenny de Schepper

## Mužská čtyřhra

### Nasazení
| Stát                                                                                    | Hráč              | Stát      | Hráč           | ATP | Nasazení |
| --------------------------------------------------------------------------------------- | ----------------- | --------- | -------------- | --- | -------- |
| Nizozemsko                                                                              | Jean-Julien Rojer | Rumunsko  | Horia Tecău    | 21. | 1.       |
| Kanada                                                                                  | Daniel Nestor     | Indie     | Leander Paes   | 49. | 2.       |
| Spojené království                                                                      | Jamie Murray      | Austrálie | John Peers     | 51. | 3.       |
| Chorvatsko                                                                              | Marin Draganja    | Finsko    | Henri Kontinen | 52. | 4.       |
| Žebříček ATP k 25. květnu 2015; číslo je součtem žebříčkového postavení obou členů páru |                   |           |                |     |          |

### Jiné formy účasti
Následující páry obdržely divokou kartu do hlavní soutěže:
- Robin Haase /  Benoît Paire
- Lleyton Hewitt /  Matt Reid

### Odhlášení
v průběhu turnaje
- Lleyton Hewitt /  Matt Reid (nespecifikovaný důvod)

## Ženská dvouhra

### Nasazení
| Stát                           | Hráčka                     | WTA | Nasazení |
| ------------------------------ | -------------------------- | --- | -------- |
| Kanada                         | Eugenie Bouchardová        | 6.  | 1.       |
| Srbsko                         | Jelena Jankovićová         | 25. | 2.       |
| USA                            | Coco Vandewegheová         | 33. | 3.       |
| Švýcarsko                      | Belinda Bencicová          | 35. | 4.       |
| Itálie                         | Camila Giorgiová           | 37. | 5.       |
| Rusko                          | Anastasija Pavljučenkovová | 39. | 6.       |
| Francie                        | Kristina Mladenovicová     | 44. | 7.       |
| Švédsko                        | Johanna Larssonová         | 54. | 8.       |
| Žebříček WTA k 25. květnu 2015 |                            |     |          |

### Jiné formy účasti
Následující hráčky obdržely divokou kartu do hlavní soutěže:
- Eugenie Bouchardová
- Océane Dodinová
- Michaëlla Krajiceková

Následující hráčky postoupily z kvalifikace:
- Andrea Hlaváčková
- Jessica Pegulaová
- Urszula Radwańská
- Maria Sanchezová

### Odhlášení
před zahájením turnaje
- Madison Brengleová → nahradila ji Jevgenija Rodinová
- Dominika Cibulková → nahradila ji Kiki Bertensová
- Darja Gavrilovová → nahradila ji Tímea Babosová
- Andrea Petkovicová → nahradila ji Tatjana Mariová
- Elina Svitolinová → nahradila ji Alison Van Uytvancková

## Ženská čtyřhra

### Nasazení
| Stát                                                                                    | Hráčka                | Stát      | Hráčka                     | WTA  | Nasazení |
| --------------------------------------------------------------------------------------- | --------------------- | --------- | -------------------------- | ---- | -------- |
| Maďarsko                                                                                | Tímea Babosová        | Francie   | Kristina Mladenovicová     | 16.  | 1.       |
| Austrálie                                                                               | Anastasia Rodionovová | Austrálie | Arina Rodionovová          | 72.  | 2.       |
| Srbsko                                                                                  | Jelena Jankovićová    | Rusko     | Anastasija Pavljučenkovová | 101. | 3.       |
| Nizozemsko                                                                              | Kiki Bertensová       | Švédsko   | Johanna Larssonová         | 149. | 4.       |
| Žebříček WTA k 25. květnu 2015; číslo je součtem žebříčkového postavení obou členů páru |                       |           |                            |      |          |

### Jiné formy účasti
Následující páry obdržely divokou kartu do hlavní soutěže:
- Eugenie Bouchardová /  Lesja Curenková
- Indy de Vroomeová /  Lesley Kerkhoveová

### Odhlášení
v průběhu turnaje
- Tímea Babosová (virové onemocnění)

## Přehled finále

### Mužská dvouhra
- Nicolas Mahut vs.  David Goffin, 7–6(7–1), 6–1

### Ženská dvouhra
- Camila Giorgiová vs.  Belinda Bencicová, 7–5, 6–3

### Mužská čtyřhra
- Ivo Karlović /  Łukasz Kubot vs.  Pierre-Hugues Herbert /  Nicolas Mahut, 6–2, 7–6(11–9)

### Ženská čtyřhra
- Asia Muhammadová /  Laura Siegemundová vs.  Jelena Jankovićová /  Anastasija Pavljučenkovová, 6–3, 7–5